# Fenix Antologia
Fenix Antologia – polskie czasopismo poświęcone literaturze fantastycznej, założone w 2018 roku przez Bartka Biedrzyckiego i Krzysztofa Sokołowskiego. Miało formę nieregularnie wydawanych antologii z opowiadaniami fantastycznymi, krytyką i publicystyką oraz komiksami. Było merytorycznym spadkobiercą zawieszonego w 2001 roku miesięcznika Fenix, który z kolei był sukcesorem fanzinu Feniks, który pojawił się na rynku w 1985 roku.

## Historia
Działania na rzecz reaktywacji Fenixa rozpoczął Bartek Biedrzycki. W 2017 roku zaproponował wspólną inicjatywę Krzysztofowi Sokołowskiemu, współzałożycielowi poprzedniej odsłony pisma. Decyzja podjęta została w porozumieniu i za zgodą Jarosława Grzędowicza, naczelnego Fenixa. Biedrzycki został naczelnym, Sokołowski – redaktorem prozy polskiej. Do prac nad Fenixem Antologią 5 została – w charakterze redaktorki – zaproszona pisarka Aleksandra Janusz, która samodzielnie skompletowała wydanie z udziałem kobiecego zespołu. Pod koniec roku 2019, po wydaniu antologii poświęconej Maciejowi Parowskiemu Sokołowski zrezygnował z dalszej pracy w redakcji. W dziewiątej antologii, wydanej wczesnym latem 2020, Biedrzycki ogłosił zawieszenie dalszej publikacji, argumentując to rozpadem redakcji i niechęcią do dalszej samodzielnej pracy.

## Format
Fenix Antologia ukazywała się w dwóch formatach: drukiem oraz w formie e-booków. Wydania elektroniczne pozbawione były komiksów i ilustracji, zamiast tego niektóre wzbogacone o dodatkowe materiały publicystyczne i opowiadania niepublikowane drukiem.
W okresie przed nominacjami do Nagrody im. Janusza Zajdla publikowane były darmowe, dostępne przez ograniczony czas ebooki zbierające premierowe opowiadania z poprzedniego roku.

## Zawartość
Podstawą materiału publikowanego w antologiach są opowiadania polskie, uzupełnione przekrojową i bieżącą publicystyką. Pojawiają się też serie komiksowe polskich twórców.
W trzeciej antologii pojawił się blok krytyczny poświęcony Ursuli Le Guin, a w wydaniu elektronicznym także premierowe opowiadanie Dave’a Hutchinsona wraz z wywiadem z autorem.
Antologia czwarta została poświęcona cyklowi mikropowieści Upiór południa Mai Lidii Kossakowskiej w związku z pierwszym wręczeniem nagrody Fawkes dla książki z cienia.
Piąta antologia wydana zimą 2019 została przygotowana przez zespół kobiecy pod redakcją Aleksandry Janusz i pokazuje przekrojowe spojrzenie na fantastyczną twórczość polskich i zagranicznych autorek.
Ósma antologia została poświęcona zmarłemu w 2019 roku Maciejowi Parowskiemu.

## Działania dodatkowe
Na stronie internetowej Fenixa Antologii publikowane są dodatkowe materiały:
- Archiwum FX – uzupełniana darmowa baza tekstów z fanzinu Feniks i miesięcznika Fenix[12]
- Sekcja Lost Case z opowiadaniami zgłoszonymi przez czytelników[13]
- Seria opowiadań Na żywo z F300 autorstwa Dominiki Węcławek[14]

## Biblioteka Fenixa
W ramach linii wydawniczej Biblioteka Fenixa publikowane są autorskie zbiory opowiadań.
Do tej pory ukazały się:
- Kołysanka stop, Bartek Biedrzycki, 2018, ISBN 978-83-951671-1-9
- Skoczkini. Zapiski z międzygwiezdnego lotu, Dominika Węcławek, 2019, ISBN 978-83-951671-8-8

## Współpracownicy
Na łamach Fenixa Antologii publikowali m.in.: Ewa Białołęcka, Agnieszka Hałas, Robin Hobb, Aleksandra Janusz, Dominika Węcławek, Paweł Ciećwierz, Jan Maszczyszyn, Marek Oramus, Romuald Pawlak, Radek Rak, Marek Turek, Wojciech Gunia, Robert Adler, Dave Hutchinson i inni.

## Nagroda literackaFawkes dla książki z cienia
W 2018 roku redakcja Fenixa Antologii powołała nagrodę literacką przyznawaną polskim książkom fantastycznym, które nie zyskały rozgłosu na rynku. Nazwa nagrody nawiązuje do Guya Fawkesa (statuetka ma formę jego stylizowanej maski) oraz imienia feniksa należącego do Albusa Dumbledore’a. Wręczana było dorocznie, dwukrotnie, na zielonogórskim konwencie Bachanalia Fantastyczne.

### Laureaci
- 2018 – Upiór południa Mai Lidii Kossakowskiej[19]
- 2019 – Burza. Ucieczka z Warszawy ’40 Macieja Parowskiego[18]

## Nagrody
Antologia została nagrodzona Pucharem Bachusa przez kapitułę klubu Ad Astra na Bachanaliach Fantastycznych 2020.